# Richard Heiter
Richard Heiter (* 19. März 1841 in Prag; † 1899) war ein österreichischer Theaterschauspieler.

## Leben
Heiter war in mehreren österreichischen und deutschen Städten engagiert, darunter längere Zeit in Prag, reiste auch 1887 und 1888 mit den Münchnern und war vom 15. August 1889 bis 1899, in welchem Jahre er starb, Mitglied des Deutschen Volkstheaters.

## Schüler (Auswahl)
- Maxime René